# Heterocola pappi
Heterocola pappi là một loài tò vò trong họ Ichneumonidae.